# Puskás Akadémia FC

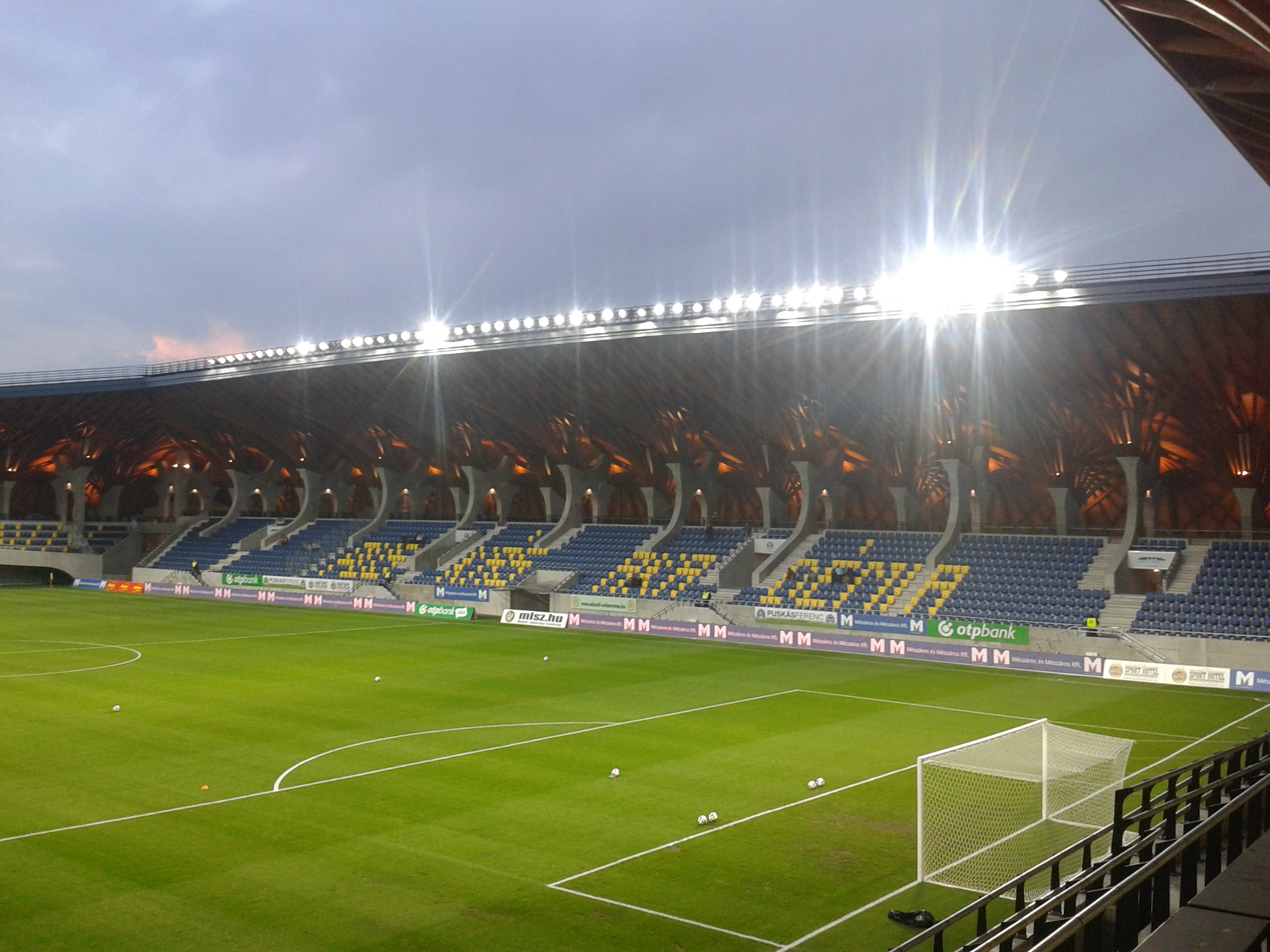
Estádio do Puskás Akadémia FC

O Puskás Ferenc Labdarugó Akadémia, comumente conhecido por Puskás Akadémia FC ou simplesmente Puskás Akadémia, é um clube de futebol sediado em Felcsút, na Hungria, que disputa o Campeonato Húngaro de Futebol, a primeira divisão do futebol húngaro .
O Puskás Akadémia já está há cinco temporadas na primeira divisão do sistema do campeonato húngaro de futebol e chegou à final da Copa da Hungria 2017-18 .

## História
O objetivo dos fundadores é estabelecer uma academia para Videoton e estabelecer um memorial apropriado para o ex-jogador nacional húngaro Ferenc Puskás .
Na 30ª rodada da temporada 2015–16, Robert Jarni foi demitido devido à derrota frente ao Békéscsaba 1912 Elöre na Pancho Aréna, em 16 de abril de 2016, resultando na última posição do Puskás Akadémia e rebaixamento pela primeira vez na temporada.
No dia 22 de dezembro de 2016, Attila Pintér foi contratado como treinador do clube. Pintér deixou o Mezőkövesdi SE, disputando na temporada 2016–17, pelo Puskás Akadémia.
Em 21 de maio de 2017, o Puskás Akadémia venceu o Campeonato Húngaro da Segunda Divisão na temporada 2016–17, após um empate sem gols com o Ceglédi VSE, em Albertirsa . Como consequência, o Puskás Akadémia foi promovido para o Campeonato Húngaro de Futebol de 2017-18. O time conseguiu voltar à primeira divisão depois de passar apenas um ano na segunda.
Em 12 de junho de 2017, András Komjáti, ex-gerente do Vasas SC, foi nomeado diretor do clube.
Antes do início do Campeonato Húngaro de Futebol de 2017-18, o Puskás Akadémia assinou com Molnár, do Mezőkövesd  e Radó, do Ferencváros , tornando-se assim o terceiro time mais valioso na temporada 2017-18 do campeoanto.
Em 4 de junho de 2018, Pintér foi demitido após terminar em 6º no Campeonato Húngaro de Futebol de 2017-18. Vndo para o seu lugar Miklos Benczés.
Em 8 de dezembro de 2018, após um empate em 1-1 frente ao Paksi FC, Benczés foi demitido devido aos resultados negativos. O clube terminou em 9º antes da parada de inverno. Por isso, András Komjáti seria o treinador interino na última rodada do certame.
Em 29 de dezembro de 2018, János Radoki, que nasceu em Mór, foi nomeado gerente do clube. Radoki atuou como jogador em 25 partidas na Bundesliga de 1999-2000 pelo SSV Ulm. Ele gerenciou a equipe sub-17 do FC Augsburg e a equipe Sub-19 do Greuther Fuerth. A 7 de abril de 2019, Radoki foi substituído por András Komjáti, após uma derrota chocante (0-4) em casa frente ao Kisvárda FC .

## Honrarias
- Segunda Divisão Húngara :
  - Vencedores (1) : 2012–13, 2016–17
- Copa da Hungria:
  - Vice-campeão (1): 2017–18

### Equipes juvenis
- Taça Puskás :
  - Vice-campeão (3): 2008, 2012, 2014

## Treinadores
- Miklós Bencés (2012–2015)
- Robert Jarni (2015–2016)
- István Szíjjártó (2016)
- István Vincze (2016)
- Attila Pintér (2016–2018)
- Miklós Bencés (2018–8 de dezembro de 2018) [13]
- János Radoki (29 de dezembro de 2018 - 7 de abril de 2019) [11][12]
- András Komjáti (08 de abril de 2019 - presente) [14]